# أوليفييه جيرو (كرة يد)
أوليفييه جيرو (بالفرنسية: Olivier Girault) مواليد 22 فبراير 1973، هو لاعب كرة يد فرنسي معتزل. يلعب حاليا مع نادي باريس سان جيرمان لكرة اليد. مثل فرنسا في 231 مباراة. شارك في دورة الألعاب الأولمبية الصيفية سنة 2004.

## الإنجازات
- 2007 : الفوز في كأس فرنسا
- 2008 : الثاني في كأس فرنسا
- كأس العالم : 2001
- بطولة أوروبا لكرة اليد للرجال : 2006

## روابط خارجية
- أوليفييه جيرو على موقع الاتحاد الأوروبي لكرة اليد (الإنجليزية)
- أوليفييه جيرو على موقع الاتحاد الفرنسي لكرة اليد (الفرنسية)
- أوليفييه جيرو على موقع اللجنة الأولمبية الدولية (الإنجليزية)
- أوليفييه جيرو على موقع أوليمبيديا (الإنجليزية)
- أوليفييه جيرو على موقع اللجنة الأولمبية الفرنسية (مؤرشف) (الفرنسية)